# Ілкка Тайпале
І́лкка Та́йпале (фін. Väinö Ilkka Ilari Taipale, 29 листопада 1942, м. Гельсінкі, Фінляндія) — фінський політик. Також лікар-психіатр, пацифіст та соціальний активіст.

## Біографія
Професійний лікар, який займається соціологією громад лузерів — алкоголіків, ув'язнених, наркоманів.
Член Комітету Ста (Sadankomitea) — пацифістської організації, створеної у Фінляндії за британським зразком. Соціал-демократ. Депутат парламенту у 1971—1975 та у 2000—2007 роках. Працював головним лікарем та медичним директором у лікарні для душевно хворих людей у Келлокоскі та помічником професора кафедри соціальної медицини в університеті Тампере.
28 листопада 2011 — лекція в Києві «100 соціальних інновацій з Фінляндії». В українській транскрипції прізвище вченого часто-густо відтворюється як «Таіпале», що є також правильним.
Міжнародна діяльність Тайпале — складова частина фінської політики soft power, яка амортизує критику фінського суспільства ззовні, пропагує соціальні моделі Фінляндії як зразкові та унікальні. Вчений тісно співпрацює з МЗС Фінляндії, представництва якого охоче організовують його гастролі у країнах світу. Пропагує ліві політичні погляди.
Дружина — Ваппу Тайпале, екс-міністр з охорони здоров'я та соціального забезпечення.